# Kobouleti (municipalité)
La municipalité de Kobouleti (en géorgien : ქობულეთის მუნიციპალიტეტი) est un district de la région Adjarie, en Géorgie, dont la ville principale est Kobouleti.
Il compte 75 200 habitants au 1er janvier 2016 selon l'Office national des statistiques de Géorgie. 

## Principales villes
| Rank | Settlement       | Population en 2014 |
| ---- | ---------------- | ------------------ |
| 1    | Kobuleti         | 27 546             |
| 2    | Tchakvi          | 6 720              |
| 3    | Otchkhamouri     | 5 355              |
| 4    | Tsikhisdziri     | 2 472              |
| 5    | Mukhaestate (en) | 2 045              |